# Stanley J. Korsmeyer
Stanley Joel Korsmeyer (8 de junio de 1950 - 31 de marzo de 2005) fue un científico investigador estadounidense conocido por su trabajo sobre los linfomas de células B y la apoptosis. Nacido y educado en el estado estadounidense de Illinois, Korsmeyer pasó la mayor parte de su carrera como profesor en la Escuela de Medicina de la Universidad de Washington y más tarde en el Instituto del Cáncer Dana-Farber. Saltó a la fama a principios de la década de 1980 como investigador en el Instituto Nacional del Cáncer .  Allí codescubrió la causa genética de la mayoría de los casos de linfoma folicular: la regulación incorrecta del gen Bcl-2. Korsmeyer fundó su propio laboratorio en la Universidad Washington de San Luis, donde siguió estudiando el papel de Bcl-2 en la biología celular. El trabajo de su grupo amplió el paradigma de los genes causantes del cáncer, proporcionando el primer ejemplo de cómo la interferencia con la muerte celular programada podía conducir al desarrollo del cáncer. Korsmeyer fue autor de más de 250 artículos científicos a lo largo de su carrera. Fue elegido miembro de la Academia Nacional de Ciencias de Estados Unidos a los 45 años. Korsmeyer murió de cáncer de pulmón en 2005, a los 54 años.

## Primeros años de vida y educación
Stanley Joel Korsmeyer nació en Beardstown, Illinois, el 8 de junio de 1950, hijo de Willard y Carnell Korsmeyer. Sus padres eran criadores de cerdos desde hacía mucho tiempo: Willard Korsmeyer heredó la granja que habían fundado sus tatarabuelos, y Carnell Korsmeyer fue presidente de la National Pork Board. Desde muy joven, Stanley Korsmeyer -que prefería "Stan"- mostró interés por la medicina veterinaria. Participó activamente en el club 4-H de su localidad y, a los 14 años, una pareja de cerdos Hampshire criados por él fueron nombrados grandes campeones de la Feria Estatal de Illinois, lo que le convirtió en la persona más joven de la historia de la feria en recibir tal honor. En algún momento, uno de sus primeros mentores, el veterinario local Robert Goodin, le aconsejó que se decantara por la biología. Korsmeyer estudió biología en la Universidad de Illinois en Urbana-Champaign y se licenció en 1972. A continuación ingresó en la Facultad de Medicina de la Universidad de Illinois, en Chicago. Allí, Paul Heller, jefe de la división de hematología, reconoció el talento de Korsmeyer y le animó a seguir una carrera investigadora. Heller organizó la primera experiencia investigadora de Korsmeyer, con Robert Strickland en la Universidad de Nuevo México, que dio lugar a la primera publicación científica de Korsmeyer, un artículo de 1975 en PNAS. Korsmeyer se licenció en Medicina en 1976 y se trasladó a la Universidad de California en San Francisco para realizar el internado y la residencia. En 1979, se trasladó a los Institutos Nacionales de Salud de EE. UU. como becario de investigación a las órdenes de Thomas A. Waldmann. En colaboración con el grupo de Philip Leder, Korsmeyer definió la translocación cromosómica que subyacía en la mayoría de los linfomas foliculares y bautizó el gen afectado como Bcl-2.

## Carrera académica

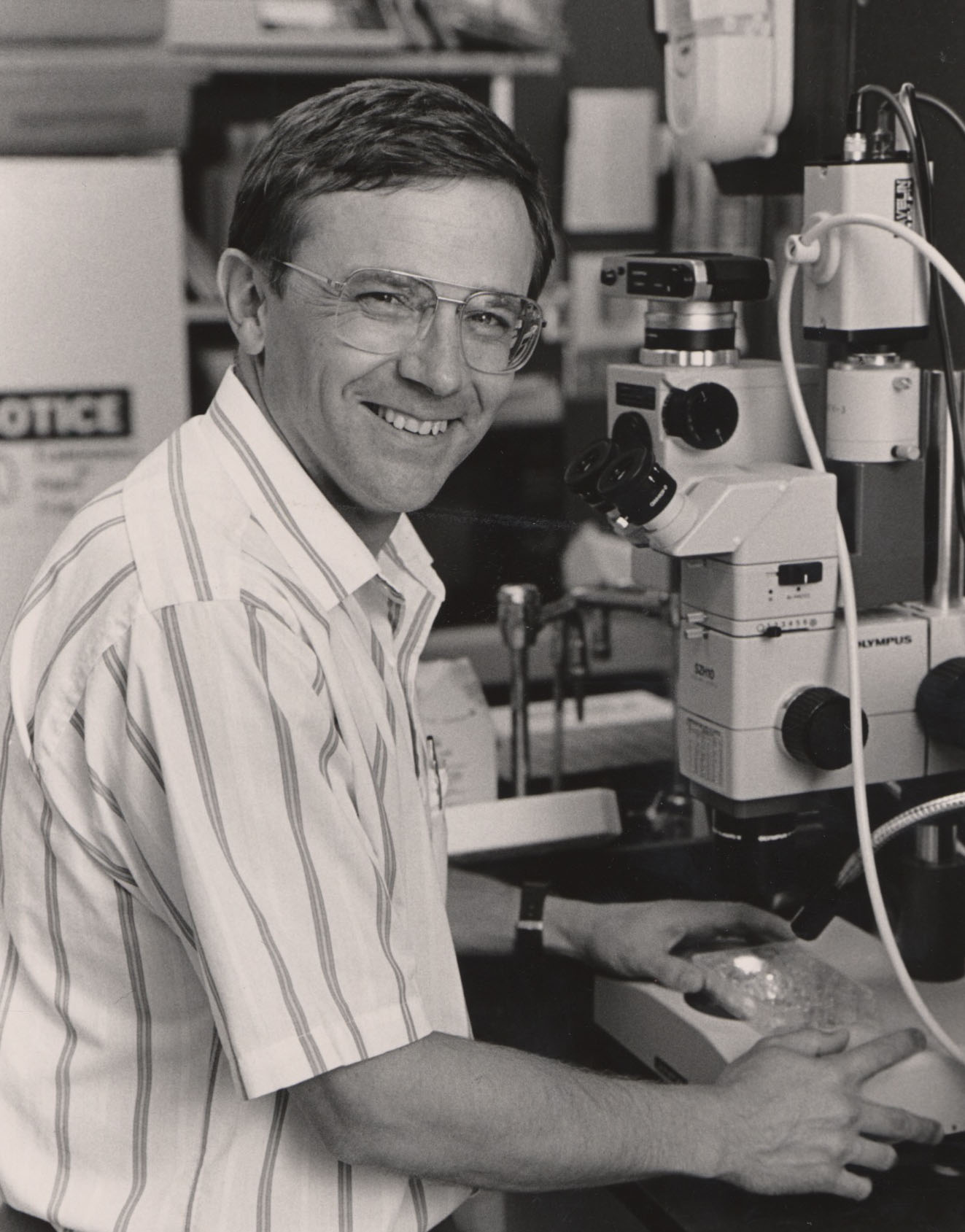
Korsmeyer en su laboratorio en la Universidad de Washington

En 1982, Korsmeyer fue ascendido a investigador principal en el Instituto Nacional del Cáncer. Unos años más tarde, en 1986, trasladó su laboratorio al Departamento de Medicina de la Facultad de Medicina de la Universidad de Washington, y finalmente se convirtió en profesor de medicina, director de la División de Oncología Médica e investigador de Howard Hughes. Allí, su grupo continuó trabajando en linfomas de células B, demostrando que los ratones que sobreexpresaban Bcl-2 en sus células B desarrollaron células B de larga vida que acumularían otras mutaciones, lo que finalmente conduciría al cáncer. Este fue el primer ejemplo que estableció la muerte celular desregulada como un camino hacia la oncogénesis, en lugar de simplemente la proliferación celular desregulada. El grupo de Korsmeyer pasó a definir el papel de Bcl-2 en la fisiología normal de las células B y T, y demostró que muchos tipos de células requieren Bcl-2 para su desarrollo normal. En 1990, el grupo de Korsmeyer encontró que el Bcl-2 reside normalmente en las mitocondrias, lo que provocó más investigaciones sobre cómo las proteínas mitocondriales regulan la muerte celular. A continuación, definieron el mecanismo por el que las mitocondrias influyen en la apoptosis, a través de Bcl-2 y una familia de proteínas relacionadas, como BID, BAD y BAX. Korsmeyer sintetizó este trabajo en un "modelo de reóstato" de regulación de la muerte celular, según el cual la muerte celular se rige por el equilibrio de proteínas pro y anti-muerte celular. Para demostrar esta teoría, su grupo demostró que las células cancerosas pueden morir bloqueando la proteína anti-muerte Bcl-2 o activando la proteína pro-muerte BAX.
En 1998, Korsmeyer fue contratado por la Escuela de Medicina de Harvard para ocupar el cargo de Profesor de Patología y Medicina de Sydney Farber, así como Director del Programa de Oncología Molecular del Instituto del Cáncer Dana-Farber. Allí su grupo continuó sus investigaciones sobre los reguladores mitocondriales de la apoptosis, definiendo el mecanismo por el que Bcl-2 y el relacionado Bcl-xL secuestran a los reguladores pro-muerte. Sin la supresión de Bcl-2, BID y otros reguladores pro-muerte oligomerizan BAX y BAK, iniciando la vía de la muerte celular. Este trabajo sobre los reguladores de la apoptosis también reveló funciones de estas proteínas fuera de la apoptosis. El grupo de Korsmeyer describió un papel para BAX y BAK en el mantenimiento de los niveles de calcio en el retículo endoplásmico de la célula, para BAD en la regulación de la glucólisis a través de la glucoquinasa, y para otra proteína antiapoptótica MCL1 en el desarrollo de las células sanguíneas.
A lo largo de su carrera científica, Korsmeyer publicó más de 250 artículos científicos, 23 de los cuales habían sido citados más de 500 veces en el momento de su muerte. Cuarenta de sus becarios posdoctorales ocuparon sus propios puestos docentes. Korsmeyer fue elegido miembro de la Academia Nacional de Ciencias a la edad de 45 años, así como del Instituto Nacional de Medicina, la Academia Estadounidense de las Artes y las Ciencias y la Sociedad Filosófica Estadounidense. Korsmeyer recibió muchos premios por su investigación, incluido el premio Bristol-Myers Squibb, el premio Charles S. Mott, el premio internacional de la Fundación Pezcoller -Asociación Estadounidense para la Investigación del Cáncer y la medalla Stratton de la Sociedad Estadounidense de Hematología. Recibió el primer premio ASCI de la Sociedad Estadounidense de Investigación Clínica, rebautizado como Premio Stanley J. Korsmeyer en su honor en 2006. Ese mismo año, la Escuela de Medicina de la Universidad de Washington estableció la conferencia anual en memoria de Stanley J. Korsmeyer, que trae a un renombrado biólogo celular a la escuela para hablar cada año.
En recuerdo de Korsmeyer, su colega Robert Horvitz dijo: "Era el héroe de todos, como científico y como ser humano. Sus contribuciones fueron verdaderamente importantes y pioneras, y revolucionaron el campo."

## Vida personal
Durante su residencia en San Francisco, Korsmeyer conoció y se casó con la enfermera de oncología Susan Reynard. Tuvieron dos hijos juntos. Fue un ávido marinero y pescador durante toda su vida. Korsmeyer fue diagnosticado con cáncer de pulmón a principios de 2004. A pesar de su enfermedad, continuó trabajando en el laboratorio hasta el final de su vida. Murió el 31 de marzo de 2005 de cáncer de pulmón en Boston, Massachusetts.